# Algueirão - Mem Martins (vila)
Algueirão-Mem Martins é uma vila portuguesa sede da homónima Freguesia de Algueirão - Mem Martins, no Município de Sintra.
A povoação de Algueirão-Mem Martins foi elevada à categoria de vila pela Lei n.º 21/88 de 1 de fevereiro de 1988.

## Origem do Nome
O topónimo "Algueirão" deriva da possível ocupação árabe do termo da Freguesia. Segundo o Prof. David Lopes, "Algueirão" deriva do árabe Al-Geirân, plural de Al-Gâr, que significa cova, gruta, barranco, buraco.
O mesmo propõe Adalberto Alves quanto à origem do nome Algueirão que vem da palavra árabe al-gayrân, plural de algar que significa caverna ou gruta. ou seja, «as covas», «os barrancos», «as grutas».
Já o nome "Mem Martins" poderá ter origem no cavaleiro medieval que viveu nesta região, Martim Escorso, e do apelido dos filhos deste cavaleiro, Martins, ou seja "filho de Martim".

## História

### Pré-História
Há notícias de terem sido encontrados vestígios do Paleplítico Médio (Mustierense?), no Casal dos Choupos no Largo da Capela (da N. Sra. da Natividade).
Do Neolítico Final e Calcolítico existem alguns vestígios no termo da freguesia. Apesar de não terem sido objecto de grandes investigações arqueológicas, estes vestígios são constantemente referenciados, quer a localização, quer os materiais. Existe notícia de um monumento funerário colectivo localizado bem perto do Algueirão Velho. É desconhecido o seu tipo de arquitectura megalítica, e do espólio funerário é um famoso  ídolo calcário, plano-convexo, cuja ornamentação contém motivos ligados ao culto lunar. Julga-se que este monumento desaparecido estivesse em conexão cronológica com o pequeno povoado dos finais do Neolítico existente no topo da colina de Coutinho Afonso, conhecido na carta Arqueológica de Sintra por Povoado de Cortegraça, e com outro provável povoado existente no Casal da Cavaleira do qual se conhecem materiais cerâmicos dispersos por laboração de pedreira antiga.

### Época Romana
Da época romana existem vários vestígios dispersos pelo território da freguesia. O povoamento consistia num grande número de villae com produção agro-alimentar, de autoconsumo, de abastecimento a Olisippo, a Lisboa romana, e exportação para outras paragens do império.
O estreito relacionamento entre a cidade e o campo é confirmado pela considerável rede viária da qual, na actualidade, restam vestígios significativos que não foram, ainda, devidamente estudados.
Há notícia de vestígios arqueológicos da época romana no Casal Maria Dias, sobretudo cerâmica dispersa; na Quinta dos Chãos Velhos, Baratã/ Recoveiro, encontraram-se cerâmica comum e tijolos havendo notícia de uma inscrição latina; no extremo leste, um troço de via romana, associado a vestígios arqueológicos, que incluem monumentos epigrafados fúnebres, apontam para existência de uma vila romana importante; ao longo deste troço viário antigo, encontram-se significativos vestígios arqueológicos romanos, nomeadamente em Sacotes, onde um túmulo prismático em mármore anepígrafo com pódio, serve como cruzeiro; nas ruínas do Casal de A-dos-Rolhados foram recolhidos vários fragmentos de inscrições latinas; nas proximidades, refere-se a existência de um forno lusitano-romano ou medieval; das ruínas da Ermida de São Romão saíram monumentos epigrafados; finalmente do espólio arqueológico do Prof. Joaquim Fontes constam materiais romanos provenientes do lugar Currais do Chão.

### Da Época Medieval à Atualidade
O topónimo 'Algueirão' sugere de uma possível ocupação árabe, mas na documentação medieval o topónimo tarda a aparecer e surgem primeiro outros como Pucilgaes, Mosqueiro, Fanares, Gontijnha Afonso, Maria Dias, Vale do Milho, Córios, etc.
O Mosteiro de Santa Cruz de Coimbra, dos Cónegos Regrantes de Santo Agostinho foi, durante séculos, o principal proprietário de terras da actual Freguesia de Algueirão - Mem Martins. Em Março de 1158, D. Afonso Henriques doou-lhes uma velha quinta moura, o Prazo de Meleças, a que posteriormente se juntaram outros bens confirmados pelo Papa Alexandre III em 1163.
Em 1210, o Mosteiro de Santa Cruz, aforou quatro casais em Pucilgaes. Em 1230, volta a registar-se novo aforamento. A 5 de Maio de 1263, o mesmo mosteiro aforou um casal em Mosqueiros, que ainda existe na actualidade. Em 1348, temos notícias de aforamentos pelo mesmo mosteiro em Maria Dias e Gontijnha Afonso e, em 1384, em Vale de Milho.
Nos séculos XIV e XV, sabe-se que o Mosteiro de Santos-o-Novo das religiosas da Ordem de Santiago tinha bens em Mem Martins.
O Numeramento do Reino, de 1527 refere: «a Vintana de Algeirãom cõ seus casaes 35 vizinhos (...) e a vintana de Arranholas cõ 36 vizinhos». Trata-se de uma forma arcaica de organização administrativa do território, já referenciada nas Ordenações Afonsinas, que agrupava vinte lugares ou casais em torno de uma '"capital", escolhida segundo a sua densidade populacional.
No século XVI, existia uma Irmandade referida como os Confrades de S. Gião do Algueirão, e referências dispersas a propriedades do Mosteiro de S. Domingos de Benfica em Fanares (1573 e ss.), Algueirão (1577) e Mem Martins (1595). Antes, em 1537, parte das terras de Fanares estavam aforadas à Igreja de Santa Maria de Sintra.
A Lista de Comarcas do Reino, de 1640, volta a apresentar o Algueirão como "cabeça", ou "capital", de Vintena, tal como em 1527, o que demonstra a importância do lugar. Tinha então um total de 60 vizinhos [fogo/habitações], assim repartidos: Algueirão - 14, Fanares - 5, Rinchoa - 4, Melessas - 8, Baratã- 4, Prosigais - 4 [Pexiligais], Sacotes - 5, Relhados - 5 [A-dos-Rolhados], Corios - 5 [na actualidade A-dos-Crivos]. Entretanto, a Vintena de Ranholas incluía Mem Martins - 15 e Casais [de Mem Martins] com 6 vizinhos. Coutinho Afonso era da Vintena de Cortegraça e tinha 5 vizinhos.
As Memórias Paroquiais de 1758 dão para os lugares que hoje formam a Freguesia, um total de 112 fogos e 314 pessoas, sendo que na época apenas eram contadas as pessoas que figuravam nos registos da paróquia, podendo a população serv mais numerosa dado que muita gente não fazia parte do rol de confessados e no caso das crianças, só figuravam nos registos após a Baptismo: «Cazal de Oureça, 6 pessoas; lugar de São Romão, 6 fogos, 15 pessoas; lugar de Valdemilho, 2 fogos, 10 pessoas; Cazal da Cavaleira, 7 pessoas; lugar de Sacotes, 10 fogos, 30 pessoas; lugar do Algueirão [Algueirão Velho], 34 fogos, 102 pessoas; lugar de Fanares de Sima, 3 fogos, 10 pessoas; lugares de Fanares de Baixo, 2 fogos, 10 pessoas».
Noutro capítulo das Memórias Paroquiais, a Vintena do Algueirão surge com 22 lugares e entre eles alguns não referidos antes, por exemplo: «Matta de Bacho, Telhal, Campos Velhos, Corigos, Fetares, Entre Vinhas, Barroza, Bajouca e Musqueiro».
O grande sismo de 1755, apesar de ter causado danos consideráveis nos edifícios habitacionais da Freguesia, aparentemente não causou baixas entre a população local. Sabe-se que, no Algueirão, o próprio Marquês de Pombal acelerou a reconstrução das ermidas e das propriedades e a paisagem secular do Algueirão altera-se. A partir das suas propriedades de Sintra e Oeiras, transformadas em pólos dinamizadores de uma nova agricultura e pecuária, Sebastião José de Carvalho e Melo impõe novas culturas e tenta implementar novos métodos produtivos.
Diminuem os pequenos seareiros e a agricultura de subsistência, as searas de cereais dominam em cultivo extensivo e intensivo. Um desses arrendatários de terras e produtor cerealífero setecentista, José Francisco, entre 1770 e 1793 era arrendatário de grande parte dos terrenos de cultivo cerealífero do Algueirão, de Mem Martins e Lourel. Neste contexto de incremento da produção cerealífera, a moagem tradicional também evolui. Os moinhos eólicos proliferam na Freguesia de Algueirão - Mem Martins e, a partir de meados de século XVIII, começam progressivamente a deixar de ser explorados por conta própria para passarem a ser arrendados, o que favorece a concentração de empresários moageiros, proprietários ou arrendatários, que exploram, por vezes, moinhos eólicos e azenhas, contratando um número crescente de trabalhadores assalariados.
A partir da segunda metade do século XVIII, a região sintrense é ponto de fixação, a ritmo cada vez mais acelerado, de populações vindas de outras paragens. Tendência que ainda se mantém, característica desta Freguesia que concilia, nem sempre de forma harmoniosa, o rural e o urbano. Esta imigração populacional obedece a ciclos, característicos das grandes urbes como Lisboa; numa primeira fase, como agro abastecedor da urbe; numa segunda fase, surgem os solares e quintas senhoriais como segunda habitação ou veranil; e uma terceira fase, como "cidades satélite" suburbanas. Os vários censos são comprovativos: Censo Populacional de 1940: Pexiligais - 108 habitantes; Recoveiro - 54; Barrosa - 24; Coutim Afonso - 51; Sacotes - 91; Algueirão - 570; Mem Martins - 675. No Censo de 1970, a freguesia tinha 17.377 habitantes. No censo de 1981, a freguesia tinha 34.451 habitantes.

## Património
- Capela de Nossa Senhora da Natividade
- Casal dos Choupos
- Cruzeiro de Mem Martins
- Cruzeiro do Seisal (na Pista do Algueirão)
- Ermida de São Romão
- Estação Ferroviária de Algueirão-Mem Martins (lugar de Fanares)
- Moinho da Cavaleira
- Ruínas de A-dos-Ralhados
- Ruínas de Casal de Vale de Milho
- Ruínas de Casais de Baixo

## Associações desportivas
- Mem Martins Sport Clube
- GIMNOANIMA - Associação Desportiva de Sintra
- Recreios Desportivos do Algueirão
- Progresso Clube
- Arsenal 72 - Desporto e Cultura
- «Associação Desportiva Real Academia»

## Orago
A vila de Algueirão-Mem Martins faz parte da Paróquia de Algueirão-Mem Martins - Mercês que tem por orago São José.